# 馬艾卜耶德

35°12′20″N 8°10′12″E / 35.20556°N 8.17000°E
馬艾卜耶德（阿拉伯语：‎），是阿爾及利亞的城鎮，位於該國東北部，由泰貝薩省負責管轄，是馬艾卜耶德區的首府，面積316平方公里，2008年人口11,397，人口密度每平方公里36人。